# Тлачичилькский тепеуа
Тлачичилькский тепеуа (Tlachichilco Tepehua, West Tepehua) — язык тепеуа, на котором говорят в муниципалитете Тлачичилько штата Веракрус в Мексике. Тлачичилькский вариант лексически более всего похож, на 37 %, на писафлоресский вариант тепеуа. Некоторые носители тлачичилькского тепеуа также используют языки науатль или отоми.
Алфавит на основе латинского: A a, B b, Ch ch, E e, I i, J j, K k, Lh lh, L l, M m, N n, O o, P p, Q q, R r, S s, T t, Ts ts, U u, V v, X x, Y y, '.